# Shipman (Illinois)
Shipman je gradић u američkoj saveznoj državi Ilinois. Prema popisu stanovništva iz 2010. u njemu je živjelo 624 stanovnika.